# ستيفان روتش
ستيفان روتش (25 سبتمبر 1970 في بورغ أون بريس) (بالإنجليزية: Stéphane Roche)‏ لاعب كرة قدم فرنسي معتزل كان يجيد اللعب في خط الوسط . انضم روتش إلى الجهاز التدريبي لنادي كاين في سنة 2002 بينما تم تعيينه مدربا لفريق الناشئين اعتبارا من سنة 2007 .

## وصلات خارجية
- ستيفان روتش على موقع قاعدة بيانات كرة القدم.إي يو (الإنجليزية)